# エイブル&パートナーズ
株式会社エイブル＆パートナーズ（エイブルアンドパートナーズ、英語: ABLE & PARTNERS INC.）は東京都港区に本社を置き、大手賃貸業のエイブルや、大手賃貸サイトを運営するCHINTAIなどの持株会社。

## 沿革
参照：

### 2010年代
- 2010年11月1日 - エイブルとCHINTAIが共同株式移転により、株式会社エイブルCHINTAIホールディングスを設立[2][3][4]。
- 2011年6月2日 - 不動産仲介店舗のコンサルティングや不動産仲介業の市場調査などの子会社として、エイブルCHINTAIマーケティングを設立[5]。
- 2012年2月2日 - 株式会社エイブル＆パートナーズに商号変更[6][7]。
- 2012年4月13日 - MBOによる株式の非公開化を発表[8][9]。
- 2012年5月31日 - MBOに向け、会長の佐藤 茂が設立したACコーポレーションによるTOBが成立[10]。
- 2012年8月31日 - 大証JASDAQ市場　上場廃止[11]。
- 2017年6月1日 - 連結子会社のCHINTAIが一部事業を、パーソナルCHINTAIとして分社化。
- 2019年2月1日 - エイブルグループを統括する中間持株会社として株式会社エイブルホールディングスを設立。
- 2019年6月 - 連結子会社のCHINTAIが一部事業を、パーソナルエステートラボとして分社化。

### 2020年代
- 2021年7月1日 - 連結子会社のエイブルHDが引っ越しWEBサービス事業子会社として、mikotoを設立[12]。
- 2021年9月 - 連結子会社のエイブルが、未来サポート信託（現：エイブル信託）を買収。
- 2021年11月 - 連結子会社のエイブルHDがCHINTAIより、パーソナルエステートラボの株式80%を取得。
- 2022年12月1日 - 連結子会社のエイブルが、mikotoを吸収合併[13]。
- 2023年1月1日 - 連結子会社のエイブルが、エイブル引越サービスを吸収合併[14]。
- 2023年3月 - 連結子会社のエイブルHDが引っ越し事業子会社として、エイブル引越サービス（2代）を設立。
- 2023年11月1日 - 連結子会社のエイブルが、エイブルリフォームを吸収合併[15]。
- 2024年12月1日 - 連結子会社のエイブルが、エイブル引越サービス（2代）を吸収合併[16]。

## グループ企業
参照：
エイブル&パートナーズ（A&P）グループは中核事業の賃貸仲介事業をはじめ、賃貸管理事業、メディア事業、フランチャイズ事業、パーキング事業などにより構成される。
株式会社エイブルホールディングス（A&P 100.0%）- 中間持株会社
- 株式会社エイブル（エイブルHD 100.0%）- 大手不動産賃貸業者

| - 株式会社エイブル信託（エイブル 100.0%）- 運用型信託会社 - Daiken Real Estate Co., Ltd.（エイブル 100.0%）- 台湾での不動産仲介業 - ABLE Real Estate USA, Inc.（エイブル 100.0%）- アメリカでの不動産賃貸仲介業 |  | - ABLE Overseas Reinsurance Co., Ltd.（エイブル 100.0%）- ミクロネシアでの再保険事業 - ABLE Real Estate Agency (HK) Ltd.（エイブル 100.0%）- 香港での不動産賃貸・売買事業 - CHINTAI UK LTD.（エイブル 100.0%）- 英国での不動産賃貸仲介業 |

| - 株式会社エイブルパーキング（エイブルHD 100.0%）- コインパーキング事業 - エイブルリース株式会社（エイブルHD 100.0%）- 事業用自動車のリース業 - 株式会社AMP（エイブルHD 100.0%）- 総合人材サービス業 |  | - 株式会社エイブルコーポレートサービス（エイブルHD 100.0%）- 法人向けサービス業 - 株式会社エイブル総合研究所（エイブルHD 100.0%）- シンクタンク事業 - 株式会社パーソルエステートラボ（エイブルHD 80.0%、CHINTAI 20.0%）- 不動産賃貸業 |

株式会社CHINTAI（A&P 100.0%）- 大手賃貸サイト「CHINTAI ネット」の運営、広告業、コールセンター業務等
- 株式会社パーソナルCHINTAI（CHINTAI 100.0%）- 賃貸物件の空室状況提供サービス

株式会社エーシーサービス（A&P 100.0%）- 損害保険代理業等
株式会社エースソリューション（A&P 100.0％）- シェアードサービス